# Caccobius flavolimbatus
Caccobius flavolimbatus är en skalbaggsart som beskrevs av Vladimir Balthasar 1942. Caccobius flavolimbatus ingår i släktet Caccobius och familjen bladhorningar. Inga underarter finns listade.